# Unione Sportiva Vezio Parducci Viareggio 1934-1935
Questa voce raccoglie le informazioni riguardanti l'Unione Sportiva Vezio Parducci Viareggio nelle competizioni ufficiali della stagione 1934-1935.

## Stagione
6ª edizione del secondo livello del campionato italiano di calcio a due gironi.

## Rosa
| N. |                   | Ruolo | Calciatore                |
| -- | ----------------- | ----- | ------------------------- |
|    | Italia (bandiera) | A     | Sergio Angelini           |
|    | Italia (bandiera) | C     | Carlo Biagi               |
|    | Italia (bandiera) | A     | Luciano Cerri             |
|    | Italia (bandiera) | A     | Arturo Codecasa           |
|    | Italia (bandiera) | C     | Leone Della Latta         |
|    | Italia (bandiera) | D     | Cesare Del Torto          |
|    | Italia (bandiera) | A     | Natale Faccenda           |
|    | Italia (bandiera) | A     | Alfredo Franci            |
|    | Italia (bandiera) | A     | Alfio Giorgetti (II)      |
|    | Italia (bandiera) | A     | Salvatore Giorgetti (III) |

| N. |                   | Ruolo | Calciatore          |
| -- | ----------------- | ----- | ------------------- |
|    | Italia (bandiera) | A     | Alberto Guasconi    |
|    | Italia (bandiera) | A     | Gino Lemmetti       |
|    | Italia (bandiera) | A     | Lamberto Lippi      |
|    | Italia (bandiera) | P     | Amelio Palonti      |
|    | Italia (bandiera) | P     | Luciano Patalani    |
|    | Italia (bandiera) | C     | Giuseppe Puccioni   |
|    | Italia (bandiera) | A     | Orlando Ricci       |
|    | Italia (bandiera) | C     | Renato Tori         |
|    | Italia (bandiera) | C     | Mameli Viani (I)    |
|    | Italia (bandiera) | P     | Pietro Zappelli (I) |

## Risultati

### Serie B

#### Girone A

##### Girone di andata
| Arbitro: | Zelocchi (Modena) |

|                       |           |                  |
| Biagi ?’, ?’ Lemmetti | Marcatori | ?’ (aut.) Franci |

| Arbitro: | Pasinato (Venezia) |

|           |           |       |
| Arienti I | Marcatori | Biagi |

| Arbitro: | Bertolio (Torino) |

|              |           |       |
| Biagi Franci | Marcatori | Coppa |

| Arbitro: | Carnevali (Roma) |

|          |           |  |
| Faccenda | Marcatori |  |

| Arbitro: | Mazza (Napoli) |

|                    |           |       |
| Calzolari Ferretti | Marcatori | Viani |

| Arbitro: | Salvatori (Roma) |

|                           |           |       |
| Casanova Bianzino Biavati | Marcatori | Ricci |

| Arbitro: | Bertoli (Vicenza) |

|                 |           |       |
| Franci Lemmetti | Marcatori | Comar |

| Arbitro: | Pirovano (Monza) |

|                 |           |            |
| Biagi Giorgetti | Marcatori | Marianetti |

| Arbitro: | Piccoli (Bologna) |

|                              |           |  |
| Pomponi Conti ?’, ?’ Bertoni | Marcatori |  |

| Arbitro: | Gamba (Napoli) |

|                                                |           |  |
| Guasconi Lemmetti Faccenda Giorgetti ?’ (rig.) | Marcatori |  |

| Arbitro: | Collina (Savona) |

|       |           |           |
| Viani | Marcatori | Subinaghi |

| Arbitro: | Dattilo (Roma) |

|                          |           |          |
| Versaldi Romano Rizzotti | Marcatori | Faccenda |

| Arbitro: | Ghetti (Modena) |

|       |           |        |
| Ratti | Marcatori | Franci |

| Arbitro: | De Sanctis (Roma) |

|                                                            |           |         |
| Biagi ?’, ?’, ?’ Faccenda ?’, ?’, ?’ Lemmetti Franci Lippi | Marcatori | Ferrari |

| Arbitro: | Pecchiura (Torino) |

|          |           |  |
| Scategni | Marcatori |  |

##### Girone di ritorno
| Arbitro: | Mauri (Como) |

|         |           |  |
| Tosetti | Marcatori |  |

| Arbitro: | Gianelli (Genova) |

|  |           |      |
|  | Marcatori | Uggè |

| Busto Arsizio 3 marzo 1935 18ª giornata | Pro Patria     | 0 – 0 referto | Viareggio | \| Arbitro: \| Zallone (Bari) \| |
| Arbitro:                                | Zallone (Bari) |               |           |                                  |

| Arbitro: | Gondola (Monfalcone) |

|                                    |           |       |
| De Marchi Angelini Colli ?’ (rig.) | Marcatori | Savio |

| Arbitro: | Bertone (Torino) |

|                |           |  |
| Biagi Lemmetti | Marcatori |  |

| Arbitro: | Carminati (Milano) |

|        |           |  |
| Franci | Marcatori |  |

| Arbitro: | Brunelli (Bologna) |

|  |           |              |
|  | Marcatori | Giorgetti II |

| Arbitro: | Pasinato (Vicenza) |

|                         |           |  |
| Andreoli ?’, ?’ Imberti | Marcatori |  |

| Arbitro: | Mastellari (Bologna) |

|          |           |  |
| Angelini | Marcatori |  |

| 28 aprile 1935 25ª giornata | Pavia | – n.d. | Viareggio |  |

| Arbitro: | Carminati (Milano) |

|          |           |              |
| Biasotto | Marcatori | ?’, ?’ Cerri |

| Arbitro: | Sassi (Roma) |

|       |           |  |
| Cerri | Marcatori |  |

| Arbitro: | Biancone (Roma) |

|                                 |           |       |
| Viani Biagi Giorgetti ?’ (rig.) | Marcatori | Guidi |

| Arbitro: | Pirovano (Monza) |

|          |           |          |
| Gianelli | Marcatori | Faccenda |

| Arbitro: | Bennati (Taranto) |

|       |           |  |
| Cerri | Marcatori |  |

## Statistiche

### Statistiche di squadra
| Competizione       | Punti | In casa | In casa | In casa | In casa | In casa | In casa | In trasferta | In trasferta | In trasferta | In trasferta | In trasferta | In trasferta | Totale | Totale | Totale | Totale | Totale | Totale | DR  |
| Competizione       | Punti | G       | V       | N       | P       | Gf      | Gs      | G            | V            | N            | P            | Gf           | Gs           | G      | V      | N      | P      | Gf     | Gs     | DR  |
| ------------------ | ----- | ------- | ------- | ------- | ------- | ------- | ------- | ------------ | ------------ | ------------ | ------------ | ------------ | ------------ | ------ | ------ | ------ | ------ | ------ | ------ | --- |
| Serie B - girone A | 35    | 15      | 13      | 1       | 1       | 33      | 8       | 14           | 2            | 4            | 8            | 10           | 24           | 29     | 15     | 5      | 9      | 43     | 32     | +11 |

### Statistiche dei giocatori
| Giocatore          | Serie B  | Serie B |
| Giocatore          | Presenze | Reti    |
| ------------------ | -------- | ------- |
| S. Angelini        | ?        | ?       |
| C. Biagi           | ?        | ?       |
| L. Cerri           | ?        | ?       |
| A. Codecasa        | ?        | ?       |
| L. Della Latta     | ?        | ?       |
| C. Del Torto       | ?        | ?       |
| N. Faccenda        | ?        | ?       |
| A. Franci          | ?        | ?       |
| A. Giorgetti (II)  | ?        | ?       |
| S. Giorgetti (III) | ?        | ?       |
| A. Guasconi        | ?        | ?       |
| G. Lemmetti        | ?        | ?       |
| L. Lippi           | ?        | ?       |
| A. Palonti         | ?        | ?       |
| L. Patalani        | ?        | ?       |
| G. Puccioni        | ?        | ?       |
| O. Ricci           | ?        | ?       |
| R. Tori            | ?        | ?       |
| M. Viani (I)       | ?        | ?       |
| P. Zappelli (I)    | ?        | ?       |